# فندق بنسلفانيا
فندق بنسلفانيا، هو فندق يقع في 401 الجادة السابعة (15 بن بلازا) في مانهاتن عبر الشارع من محطة بنسلفانيا وماديسون سكوير غاردن في مدينة نيويورك.

## التاريخ

### السنوات الأولى
تم بناء فندق بنسلفانيا من قبل بنسلفانيا للسكك الحديدية والتي تديرها ألسويرث ستاتلر. وقد افتتح في 25 يناير 1919، وكان الغرض من قبل وليام سمس ريتشاردسون للشركة من مكيم ميد اند وايت  الذي صمم أيضا محطة بنسلفانيا الأصلي يقع عبر الشارع. (محطة بنسلفانيا القديمة دمر في عام 1963 لإفساح المجال لماديسون سكوير غاردن وإعادة تطوير محطة تحت الأرض تستخدم حتى اليوم).
الفنادق ستاتلر التي تمكنت ولاية بنسلفانيا منذ بنائه وحصلت على الممتلكات صريح في عام 1948 وتسميته هوتيل ستاتلر وبعد بيع جميع الفنادق 17 ستاتلر إلى كونراد هيلتون في عام 1954 و أصبح الفندق ستاتلر هيلتون وكانت تعمل تحت هذا الاسم حتى 1980 في وقت مبكر وعندما باعت فندق هيلتون وتم تغيير اسمها في نيويورك ستاتلر لفترة وجيزة والتي تديرها فنادق دنفي وهي فرع من ينغوس ثم تم شراؤها في عام 1984 من قبل سلسلة فنادق بنتا وهي مشروع مشترك لشركة الخطوط الجوية البريطانية لوفتهانزا والخطوط الجوية السويسرية ليصبح نيويورك بنتا وفي عام 1992 ذهب بنتا من رجال الأعمال وعاد الفندق إلى اسمها الأصلي فندق بنسلفانيا.

### أحداث بارزة
في ديسمبر 1925 بقي ويليام فولكنر في فندق بنسلفانيا أثناء كتابة واحد من العديد من الروايات وفي وقت لاحق انه سيستمر في الحصول على جائزة نوبل للآداب.
- و في عام 1920 جالفستون مدرب الجريمة جوني جاك نونيس ألقى 40,000 دولار حفلة في فندق بنسلفانيا من بين الضيوف كانت نجوم السينما الصامتة كلارا بو ونانسي كارول الذين قيل إنهم استحم في أحواض من الشمبانيا.[5]
- و قد تم إنشاء سلطة الشيف من قبل فندق بنسلفانيا رئيس الطهاة جاك روزر في 1920 .
- و تحدث هربرت هوفر في 17 نوفمبر 1935 من قبل جمعية أوهايو سبسيتي في نيويورك في فندق بنسلفانيا [6]

## تاريخ السينما
ظهرت فندق بنسلفانيا في عام 1986 فيلم في مشروع مانهاتن كإعداد لمعرض العلوم وبدلا من بناء مجموعة ملء مع الجهات الفاعلة استضافت صناع السينما في المعرض العلمي الفعلي في الفندق وصورت ببساطة كما كان يحدث.
- وفي عام 1997 أصبحت قاعة الكبرى NEP / صورة استوديوهات التلفزيون وهي حيث يظهر التلفزيون مثل موري وسالي جيسي رافائيل و 2 مينت دريل وبيبول كورت قد مسجلة ويضم حاليا إنتاج مشاهدة بيل كانينغهام .
- وفي عام 2009 تم إعادة بناء استوديوهات القديمة في الفندق ودمجها جديدة 10,000 قدم مربع (930 متر مربع) استوديو للالمسرحية الهزلية شيري.[7]

## التوافه
و خلافا للممارسات الترقيم أرضية مشتركة وهناك أرضية 13 و ينص الفندق كان لديه 22 طوابق من مستوى الشارع إلى السطح وبالإضافة إلى ثلاثة مستويات إضافية في السقيفة ويتم ترقيم أعلى مستوى السقيفة كما في الطابق 21 و من المقرر أن عدة مستويات الميزانين من نوع التي تحمل أسماء مثل «اللوبي الميزانين» بدلا من أرقام أرضية التناقض في ترقيم الأرض.